# Out of My Mind (Duran Duran)
Out of My Mind is een nummer van de Britse band Duran Duran uit 1997. Het is de eerste single van hun negende studioalbum Medazzaland. Tevens staat het op de soundtrack van de film The Saint.
"Out of My Mind" gaat over het verlies van een dierbare. Het nummer werd een kleine hit in het Verenigd Koninkrijk, waar het de 21e positie bereikte. In het Nederlandse taalgebied deed de plaat niets in de hitparades.

## Tracklijst
- 7"

1. "Out of My Mind" (singleversie) – 3:47
2. "Out of My Mind" (singleversie) – 3:46

- 12"

1. "Out of My Mind" (Perfecto mix) – 5:51
2. "Out of My Mind" (Perfecto instrumental) – 5:47
3. "Out of My Mind" (Perfecto dub 1) – 6:41
4. "Out of My Mind" (Perfecto dub 2) – 6:25

- Cd-single

1. "Out of My Mind" (albumversie) – 4:15
2. "Silva Halo" – 2:24
3. "Sinner or Saint" – 4:06
4. "Out of My Mind" (Electric remix) – 4:25